# Terraferma
Terraferma ili Domini di Terraferma (venecijanski: domini de terraferma, stato da tera) naziv je za neobalna kopnena područja nad kojim je vladala Mletačka Republika. Ta područja nalazila su se na sjeveroistoku današnje Italije. Terraferma je bila jedna od tri dijeloba Mletačke Republike uz Dogado (grad Venecija i njena okolica) i Stato da Màr (pomorski teritoriji). 

## Geografija
U svom najvećem opsegu obuhvaćala je današnje talijanske regije Veneto, zapadnu i središnju Furlaniju-Julijsku krajinu i istočne dijelove Lombardije (tj. današnje pokrajine Bergamo i Brescia) do rijeke Adde, gdje je graničila s Milanskim Vojvodstvom. Na jugu Terraferm nalazio se donji tok rijeke Pad (Polesine) koji je činio granicu s Papinskom Državom. Terraferma je obuhvaćala zapadni i središnji dio povijesne regije Friuli (Furlanije), osim najistočnijeg dijela uz rijeku Soču, koji su držali carski goriški grofovi. Na sjeveru su Karnske i Julijske Alpe označavale granicu s austrijskim vojvodstvima Koruškom i Kranjskom.